# Jobriath (álbum)
Jobriath es el primer álbum de estudio en solitario del músico estadounidense Jobriath. Fue publicado en noviembre de 1973 a través de Elektra Records. Producido por Edwin H. Kramer, Jobriath se grabó en los estudios Electric Lady, en la ciudad de Nueva York.

## Recepción de la crítica
Un escritor no especificado de la revista Cash Box declaró: “Verdaderamente uno de los álbumes debut más interesantes de este año, el LP Jobriath representa a la vez un desafío y un deleite para el oído musical más exigente. Desafiando la mera categorización con un repertorio expansivo que va desde el hard rock hasta la teatralidad dramática, el grupo, formado por Jobriath, Billy Schwartz, Steve Love, John Syomis y Andy Muson, lo arriesga en cada corte. «Take Me I'm Yours», «I'Maman», «Morning Starship» y «Rock of Ages» son particularmente buenos, ya que combinan una dinámica excelente y un arreglo ajustado. La voz de Jobriath es efectivamente extraña y te hará tocar mucho cada pista”. Un escritor no especificado de la revista Record World declaró: “Un verdadero hombre del Renacimiento experto en ballet, mimo, pintura y escultura ganará un gran número de seguidores con el ingenioso canto y composición que se muestran en su álbum debut. Con letras brillantemente incisivas y voces muy variadas, mira el arte y la humanidad desde una perspectiva verdaderamente cósmica en «Earthling» y «I'maman»”. Un escritor no especificado de la revista Billboard declaró: “Elektra apuesta por su propio Lou Reed con el último artista fichado por Jac Holzman antes de dejar el sello. El pianista, cantante y escritor tiene un enfoque enérgico y espacial y una tendencia desconcertante a sonar como otros glitter-rockers de corte en corte”.

## Lista de canciones
Todas las canciones escritas y compuestas por Jobriath.
Lado uno
1. «Take Me I'm Yours» – 4:14
2. «Be Still» – 3:40
3. «World Without End» – 3:43
4. «Space Clown» – 2:57
5. «Earthling» – 3:53
6. «Movie Queen» – 1:50

Lado dos
1. «I'maman» – 3:35
2. «Inside» – 3:52
3. «Morning Starship» – 3:30
4. «Rock of Ages» – 2:21
5. «Blow Away» – 4:59

## Créditos y personal
Créditos adaptados desde las notas de álbum de Jobriath.
Personal técnico
- Jobriath – productor
- Edwin H. Kramer – productor, mezclas
- Shig Ikeda – fotografía
- Robert L. Heimall – director artístico, diseño